# Коттон, Уилл
Уилл Коттон (англ. Will Cotton; род. 1965) — американский живописец. Работает в жанре гиперреализма Уилл Коттон живёт и работает в Нью-Йорке.

## Биография
Родился в 1965 году в городе Мелроз, штат Массачусетс, США. Художественное образование получил в Школе изящных искусств в Руане, Франция. В 1987 получил степень бакалавра изобразительных искусств после обучения в Купер Юнион в Нью-йорке. В 1988 Коттон в течение года обучался в Нью-йоркской Академии искусства.

## Творчество
Творчество художника Уилла Коттона является достаточно своеобразным. Используемые предметы в его творчестве — кремы, торты и обнаженные женщины, зачастую в комбинации. Пейзажные работы — зимние ландшафты и пышные дома, изготовленные из вафель, крема и безе. В своей студии Коттон держит мощную профессиональную духовку и сам непосредственно готовит сладкие модели для своих картин. Картины Уилла Коттона принимают регулярное участие в групповых выставках современных художников в Соединенных Штатах и странах Европы.

## Сладкий дом
Картина вроде бы и является обычной, но если лучше приглядеться, то видно, что это вовсе не так. Мы видим изображение дома и деревьев в зимнюю пору года. Но выполнено все в достаточно интересной форме, где балконы на домах — печенья, ёлки — «стопочка печеньев», а снег — это глазурь. Прежде чем приступить к написанию работы, художник собственноручно изготовлял все эти сладости, которые, увы, не являются съедобными. Картина относится к монументальной живописи, работа выполнена маслом, цвета мягкие, приятные, нережущие глаз. Идея работы — передать уют и спокойствие зимнего пейзажа в весьма непривычной новой интересной форме — с помощью сладостей. Изображение домов занимает одно из центральных тем в творчестве Уилла Коттона.

## Девушка с тортом
Изображение девушек со сладостями — это одна из излюбленных тем художника. Направление этой картины, по словам художника,— гипперреализм, и относится к момументальной живописи. В отличие от других картин, здесь девушка не обнажена. Если хорошо присмотреться, то можно заметить огромное влияние Элвгрена Джила, известного американского художника и иллюстратора в стиле пинап. Прическа в стиле 60-х, детский наивный немного перепуганный взгляд, слегка идеализированная внешность, все это указывает на культ пинапа. Помимо девушки, которая в свою очередь является Кэти Перри, мы видим очень-очень много тортов, и именно это стало фирменным стилем художника. Работа выполнена в привычной технике для художника — масло. Колорит, как и в других работах — мягкий, спокойный, слегка загадочный. Идею картины всегда будет знать лишь автор, но однозначно можно сказать, что, как и для большинства художников, так и для Уилла Коттона прекрасный пол является музой, и в своих работах он передает всю сущность женской красоты, её загадочность игривость и романтичность, как он её понимает.

## Персональные выставки
2007, 30 июня — 31 июля, Студия Гленн Горовиц, Нью-Йорк.

2005, 4 декабря — 21 декабря, Галерея Майкла Кона, Лос-Анджелес.

2004, 11 сентября — 23 октября, Галерея Мэри Бун, Нью-Йорк.

2003, 23 октября — 20 ноября 2003, Галерея Марио Диаконо, Бостон, США.

2003, 13 сентября — 18 октября, Галерея Дэниела Темплона, Париж, Франция.

2002, 7 сентября — 19 октября, Галерея Мэри Бун, Нью-Йорк.

2001, 1 ноября — 30 ноября, Галерея Яблонка, Кёльн, Германия.

2001, 29 марта — 5 мая, Галерея Мэри Бун, Нью-Йорк.

2000, 18 февраля — 18 марта, Галерея Мэри Бун, Нью-Йорк.

1999, 11 сентября — 9 октября, 1-20 Галерея, Нью-Йорк.

1998, 21 ноября — 23 декабря, Сильверстайн Галерея, Нью-Йорк.

1996, 16 ноября — 18 декабря, Сильверстайн Галерея, Нью-Йорк.

1995, 7 сентября — 12 октября, Сильверстайн Галерея, Нью-Йорк.

## Награды
В 2004 году он получил премию Фонда принцессы Грейс в Монако за современное искусство. Был удостоен звания почетного доктора из Нью-Йоркской академии искусств в 2012 году.